# Aleksey Voropayev
Alexei Nikolayevich Voropaev, em russo: Алексей Николаевич Воропаев, (Moscou, 23 de janeiro de 1973 - 5 de novembro de 2006) foi um ginasta russo que competiu em provas de ginástica artística pela União Soviética, Equipe Unificada e Rússia. 
Alexei começou a praticar ginástica, aos seis anos, no clube nacional Dinamo. Aos dezessete, participou do Campeonato Europeu Júnior, do qual saiu-se campeão no concurso geral. No ano seguinte, estreou em mundiais, no Campeonato Mundial de Indianápolis, nos Estados Unidos. Na ocasião, foi o medalhista de ouro por equipes. No Nacional Soviético, foi o oitavo ranqueado geral e, na Copa Europeia, conquistou cinco medalhas das finais para as quais se classificou: ouro no solo, argolas e barras paralelas, prata no salto e bronze no individual geral.
Em 1992, participou do Campeonato Nacional CIS, disputado pelos atletas formadores da CEI, no qual foi o sexto colocado geral. Em seguida, no Mundial de Paris, na França, venceu a prova das barras paralelas e, em sua primeira edição olímpica, os Jogos de Barcelona, colaborou para a vitória coletiva da equipe unificada. Dois anos mais tarde, em 1994, além de participar do Mundial de Brisbane, no qual conquistou a medalha de prata do concurso geral, o ginasta participou do Goodwill Games. Neles, conquistou a medalha de ouro da barra fixa, as de prata no concurso geral e argolas, e a da bronze no salto.
Durante os anos de 1995, 1996 e 1997, o atleta conquistou cinco medalhas entre continentais, mundiais e olímpicas, destacado o bicampeonato por equipes, conquistado nos Jogos Olímpicos de Atlanta. Em 2006, vítima de hepatite, o ex-ginasta faleceu, aos 33 anos de idade.